# Ewa Pełka-Wierzbicka
Ewa Pełka-Wierzbicka (ur. 6 maja 1952 w Szczecinie, zm. 2018) – polska artystka malarka, profesor sztuk plastycznych. 

## Życiorys
W 1971 ukończyła I Liceum Ogólnokształcące im. Józefa Ignacego Kraszewskiego w Białej Podlaskiej. W latach 1972–1977 odbyła studia w Akademii Sztuk Pięknych w Warszawie, uzyskują dyplom z malarstwa w pracowni prof. Jana Tarasina, zaś aneks z tkaniny w pracowni prof. Zbigniewa Gostomskiego. Kwalifikacje I stopnia zdobyła tamże w 1995, natomiast przewód kwalifikacyjny II stopnia przeprowadziła w 1998. 21 października 2003 otrzymała tytuł profesora sztuk plastycznych.
W latach 1992–1999 pracowała w Europejskiej Akademii Sztuk w Warszawie, prowadząc pracownię malarstwa i rysunku. Ponadto od 1994 do 1997 pełniła funkcję dziekana Wydziału Malarstwa. W 1999 podjęła pracę w Wyższej Szkole Pedagogicznej w Kielcach, przekształconej następnie w Akademię Świętokrzyską i Uniwersytet Jana Kochanowskiego. Na UJK związana jest z Instytutem Sztuk Pięknych na Wydziale Pedagogicznym i Artystycznym.

## Wystawy indywidualne (do 2007)
- 1987: Galeria Sztuki Współczesnej „Zapiecek”, Warszawa
  - Galeria BWA, Biała Podlaska
- 1988: Galeria „Dombron”, Uppsala, Szwecja
- 1989: Galeria „Prospettive d'Arte”, Hamburg, Niemcy
  - Galeria „Luciano”, Uppsala, Szwecja
  - Galeria „Trekanten”, Sigtuna, Szwecja
- 1991: Galeria BWA „Test”, Warszawa
  - Galeria BWA, Łódź
- 1992: Galeria BWA „Test”, Warszawa
- 1994: Galeria BWA „Test”, Warszawa
- 1995: Galeria „Ars Polonia”, Warszawa
- 1996: Galeria „Piękna”, Warszawa
- 1997: Galeria „Koło”, Gdańsk
  - Miejska Galeria Sztuki „Extravagance”, Sosnowiec
- 1998: Bałtyckie Centrum Sztuki, Słupsk
  - Galeria „Milano”, Warszawa
  - Muzeum Narodowe, Szczecin
  - Galeria DAP, Dom Artysty Plastyka, Warszawa
- 1999: Miejska Galeria Sztuki, Przemyśl
  - Galeria „Otwarta Pracownia”, Kraków
- 2000: Galeria „Art New Media”, Warszawa, ekspozycja internetowa
- 2001: Centrum Sztuki „Galeria Studio”, Warszawa
- 2002: Galeria „Otwarta Pracownia”, Kraków
- 2003: Miejska Galeria Sztuki, Częstochowa
- 2004: Państwowa Galeria Sztuki, Sopot
  - Galeria BWA „Piwnice”, Kielce
- 2005: Galeria BWA „Awangarda”, Wrocław
  - Ratusz Miejski, Gliwice
  - Galeria „Wizytująca”, Warszawa
- 2007: Galeria Środowisk Twórczych, Bielsko Biała